# Lukovičasti dimak
Lukovičasti dimak (runjava trava, runjavica; lat. Aetheorhiza bulbosa), vrsta glavočike raširene po Sredozemlju Europe, Afrike i Azije. Jedina je vrsta A. bulbosus, podtribus Hyoseridinae. Opisan je 1827. godine, a često se uključuje u Sonchus. Postoje dvije  ili tri podvrste

## Podvrste
- Aetheorrhiza bulbosa subsp. bulbosa ; sin. Sonchus bulbosus (L.) N.Kilian & Greuter
- Aetheorhiza bulbosa subsp. microcephala Rech.f.; istočno Sredozemlje (Grčka, Turska)
- Aetheorhiza bulbosa subsp. willkommii (Burnat & Barbey) Rech.f.; Baleari